# العلاقات المكسيكية الإسرائيلية
العلاقات المكسيكية الإسرائيلية هي العلاقات الثنائية التي تجمع بين المكسيك وإسرائيل.

## مقارنة بين البلدين
هذه مقارنة عامة ومرجعية للدولتين:
| وجه المقارنة                                              | المكسيك                                                                               | إسرائيل                                                             |
| --------------------------------------------------------- | ------------------------------------------------------------------------------------- | ------------------------------------------------------------------- |
| المساحة (كم2)                                             | 1.97 مليون                                                                            | 20.77 ألف                                                           |
| عدد السكان (نسمة)                                         | 130.53 مليون                                                                          | 8.89 مليون                                                          |
| الكثافة السكانية (ن./كم²)                                 | 66.26                                                                                 | 428.02                                                              |
| العاصمة                                                   | مدينة مكسيكو                                                                          | القدس                                                               |
| اللغة الرسمية                                             | اللغة الإسبانية                                                                       | اللغة العبرية، اللغة العربية                                        |
| العملة                                                    | بيزو مكسيكي                                                                           | شيكل إسرائيلي جديد، شيكل إسرائيلي قديم، جنيه فلسطيني، جنيه إسرائيلي |
| الناتج المحلي الإجمالي (بليون دولار)                      | 1.15 تريليون                                                                          | 350.85 مليار                                                        |
| الناتج المحلي الإجمالي (تعادل القوة الشرائية) بليون دولار | 2.16 تريليون                                                                          | 306.51 مليار                                                        |
| الناتج المحلي الإجمالي الاسمي للفرد دولار أمريكي          | 9.01 ألف                                                                              | 35.73 ألف                                                           |
| الناتج المحلي الإجمالي للفرد دولار أمريكي                 | 17.32 ألف                                                                             | 36.58 ألف                                                           |
| مؤشر التنمية البشرية                                      | 0.756                                                                                 | 0.899                                                               |
| رمز المكالمات الدولي                                      | +52                                                                                   | +972                                                                |
| رمز الإنترنت                                              | .mx                                                                                   | .il                                                                 |
| المنطقة الزمنية                                           | منطقة زمنية وسطى، المنطقة الزمنية الجبلية، زمن منطقة المحيط الهادئ، منطقة زمنية شرقية | توقيت إسرائيل، Israel Summer Time ‏                                  |

## مدن متوأمة
في ما يلي قائمة باتفاقيات التوأمة بين مدن مكسيكية وإسرائيلية:
- ترتبط مدينة مكسيكو مع تل أبيب باتفاقية توأمة منذ 1 سبتمبر 2008.[16][16][17][18]
- ترتبط أكابولكو مع إيلات باتفاقية توأمة منذ 19 يوليو 2017.[19][19][20][20]

## منظمات دولية مشتركة
يشترك البلدان في عضوية مجموعة من المنظمات الدولية، منها:
| علم المنظمة | اسم المنظمة                        | تاريخ انضمام المكسيك | تاريخ انضمام إسرائيل |
| ----------- | ---------------------------------- | -------------------- | -------------------- |
|             | مؤسسة التنمية الدولية              | 24 أبريل 1961        | 22 ديسمبر 1960       |
|             | منظمة التعاون الاقتصادي والتنمية   | ?                    | 7 سبتمبر 2010        |
|             | الأمم المتحدة                      | 7 نوفمبر 1945        | 11 مايو 1949         |
|             | منظمة التجارة العالمية             | 1995                 | 21 أبريل 1995        |
|             | منظمة الشرطة الجنائية الدولية      | ?                    | ?                    |
|             | الاتحاد الدولي للاتصالات           | 1 يوليو 1908         | 24 يونيو 1948        |
|             | الفريق المعني برصد الأرض           | ?                    | ?                    |
|             | البنك الدولي للإنشاء والتعمير      | 31 ديسمبر 1945       | 12 يوليو 1954        |
|             | الاتحاد البريدي العالمي            | ?                    | ?                    |
|             | مؤسسة التمويل الدولية              | 20 يوليو 1956        | 26 سبتمبر 1956       |
|             | وكالة ضمان الاستثمار متعدد الأطراف | 1 يوليو 2009         | 21 مايو 1992         |
|             | يونسكو                             | 4 نوفمبر 1946        | 16 سبتمبر 1949       |

## أعلام
هذه قائمة لبعض الشخصيات التي تربطها علاقات بالبلدين:
- رافاييل رودريغيز باريرا (1 فبراير 1937 – 3 ديسمبر 2011)
- روزاريو كاستيلانوس (شاعرة مكسيكية، 25 مايو 1925[27][28][29] – 7 أغسطس 1974[27][28][29])

## وصلات خارجية
- موقع وزارة الخارجية المكسيكية
- موقع وزارة الخارجية الإسرائيلية